# Región Oti
La Región Oti es una región de Ghana. La región fue creada de la Región Volta y fue en cumplimiento de una promesa de campaña hecha por el Nuevo Partido Patriótico. Antes de las elecciones generales de Ghana de 2016, el entonces candidato Nana Akufo-Addo declaró que, cuando fuera elegido, exploraría la posibilidad de crear nuevas regiones a partir de algunas de las regiones existentes en Ghana para acercar el gobierno a los ciudadanos.

## Historia
La ejecución de los planes para la creación de las regiones se le asignó al recién creado Ministerio de Reorganización y Desarrollo Regional, que estuvo bajo el liderazgo de Dan Botwe. En marzo de 2017, el Ministerio del Gobierno de Ghana envió el anteproyecto para la creación de la región junto con otros al Consejo de Estado. El consejo se reunió más de 36 veces desde el momento de la presentación hasta agosto de 2017. La etapa final para la creación de la región se decidió a través de un referéndum por la gente dentro de la zona de la nueva región. Un referéndum el 27 de diciembre de 2018 aprobó la creación de la Región de Oti. El día de las elecciones, 323 708 de 366 481 votantes registrados (88,33 % de participación) emitieron sus votos. Un total de 319 296 (98,64 %) votaron Sí y 2878 votaron No (0,89 %), mientras que el número de votos rechazados fue 951 (0,24 %).

## Distritos y municipios
La Región Oti tiene nueve distritos.
| Distritos y Municipios | Capital        | Distritos y Jefes Ejecutivos Municipales |
| ---------------------- | -------------- | ---------------------------------------- |
| Biakoye                | Nkonya Ahenkro | Comfort Attah                            |
| Jasikan                | Jasikan        | Lawrence Aziale                          |
| Kadjebi                | Kadjebi        | Michael Kofi Asiedu                      |
| Guan                   |                | Andrews Teddy Ofori                      |
| Krachi Este            | Dambai         | Patrick Jilima                           |
| Krachi Nchumuru        | Chindiri       | Augustine Appiah                         |
| Krachi Oeste           | Kete Krachi    | Douglas Osei-Nti                         |
| Nkwanta Norte          | Kpassa         | Jakayi Jackson                           |
| Nkwanta Sur            | Nkwanta        | John Tarsun                              |

## Geografía y clima

### Ubicación y tamaño
La Región Oti limita al norte con la Región Norte, al sur con la Región Volta y al oeste con el lago Volta. Tiene nueve distritos.

### Clima y vegetación
La Región Oti es mucho más seca que el resto de las áreas del sur de Ghana, debido a su proximidad al norte. La vegetación se compone principalmente de pastizales, especialmente sabanas con grupos de árboles resistentes a la sequía, como baobabs o acacias. Entre diciembre y abril es la estación seca. La temporada de lluvias es aproximadamente entre mayo y noviembre con una precipitación anual promedio de 750 a 1050 mm (30 a 40 pulgadas). Las temperaturas más altas se alcanzan al final de la estación seca, las más bajas en diciembre y enero. Sin embargo, el viento caliente de Harmattan procedente del Sahara sopla con frecuencia entre diciembre y principios de febrero. Las temperaturas pueden variar entre 14 °C durante la noche y 40 °C durante el día.